# Albin Kitzinger
Albin KItzinger (Schweinfurt, 1º febbraio 1912 – 6 agosto 1970) è stato un calciatore tedesco, di ruolo centrocampista.